# Кутушинский сельсовет
Кутушинский сельсовет — сельское поселение в Курманаевском районе Оренбургской области Российской Федерации.
Административный центр — село Кутуши.

## История
Статус и границы сельского поселения установлены Законом Оренбургской области от 2 сентября 2004 года № 1424/211-III-ОЗ «О наделении муниципальных образований Оренбургской области статусом муниципального района, городского округа, городского поселения, установлении и изменении границ муниципальных образований»

## Население
| 2010 | 2012 | 2013 | 2014 | 2015 | 2016 | 2017 |
| ---- | ---- | ---- | ---- | ---- | ---- | ---- |
| 732  | ↘692 | ↘686 | ↘653 | ↘651 | ↘629 | ↘615 |
| 2018 | 2019 | 2020 | 2021 |      |      |      |
| ↘597 | ↘576 | ↘562 | ↘532 |      |      |      |

## Состав сельского поселения
| № | Населённый пункт | Тип населённого пункта       | Население |
| - | ---------------- | ---------------------------- | --------- |
| 1 | Кутуши           | село, административный центр | 614       |
| 2 | Родионовка       | село                         | 118       |